# Pedro Emilio Coll
 (mai 2018).
Si vous disposez d'ouvrages ou d'articles de référence ou si vous connaissez des sites web de qualité traitant du thème abordé ici, merci de compléter l'article en donnant les références utiles à sa vérifiabilité et en les liant à la section « Notes et références ».
 (mai 2018).
 (mai 2018).
Le contenu est difficilement compréhensible vu les erreurs de traduction, qui sont peut-être dues à l'utilisation d'un logiciel de traduction automatique.
Pedro Emilio Coll (Caracas, 12 juillet 1872 - idem, 20 mars 1947) a été journaliste écrivain, essayiste, politique et diplomate vénézuélien. Fondateur de la revue Cosmópolis, il est reconnu comme l'un des principaux promoteurs du modernisme littéraire du Venezuela. Il a été consul du Venezuela à Southampton entre 1897 et 1899 où il a travaillé avec la revue Mercure de France en se chargeant de la section Lettres américains hispaniques. En 1911 il a été membre de l'Académie de la langue et en 1934 a encaissé comme Individu de Nombre de l'Académie nationale d'histoire[incompréhensible].